# Heksakloretan
Heksakloretan (C2Cl6, perkloretan, PCA, R-110) je bijeli kruti kristalni kemijski spoj. Prvotno ga je koristla vojska za dimno kompozicijsko punjenje dimnih granata (granate za proizvodnju dima) u Drugom svjetskom ratu, kasnije u veterinarstvu, kao rashladno sredstvo, poljoprivredi kao fungicid i insekticid, kao sredstvo protiv moljaca, te kao plastifikator za celulozne estere.

## Proizvodnja i korištenje
Heksakloretan je nusprodukt u mnogim industrijskim procesima kloriranja. Dobiva se kloriranjem etana, a postupni tijek reakcije prikazan je niže:
C2H6 + 6 Cl2 → C2Cl6 + 6 HCl